# アオマダラウミヘビ
アオマダラウミヘビ（青斑海蛇, Laticauda colubrina）は、爬虫綱有鱗目コブラ科エラブウミヘビ属に分類されるヘビ。

## 分布
インド洋東部、西太平洋

## 形態
全長80-150センチメートルとエラブウミヘビ属最大種。腹面を覆う鱗（腹板）は幅広く、陸上での活動に適している。上唇や下唇を覆う鱗（上唇板、下唇板）は淡黄色。黒く細い横帯が入る。

### 毒
極めて毒性が高い神経毒を持つ。
しかし、性格は大人しいのであまり咬む事はない。

## 生態
海洋に生息する。夜行性で、昼間は海岸にある岩の割れ目などで休む。ウミヘビ亜科としては陸に上がる傾向が強く、海岸から数十メートル離れた場所で見られることもある。
食性は動物食で、魚類（特にアナゴやウツボ）を食べる。
繁殖形態は卵生。海岸にある岩の割れ目などに1回に5-6個の卵を産む。

## 人間との関係
強毒種だが、口が小さく攻撃性が低いことから海中で自主的に人に対して噛みつくことはない。攻撃的ではないが、掴むと咬みついてくる可能性があるため、注意が必要｡

## 画像

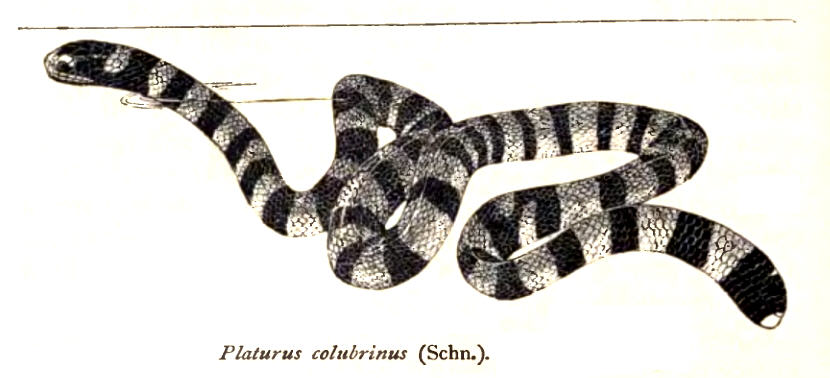
イラスト
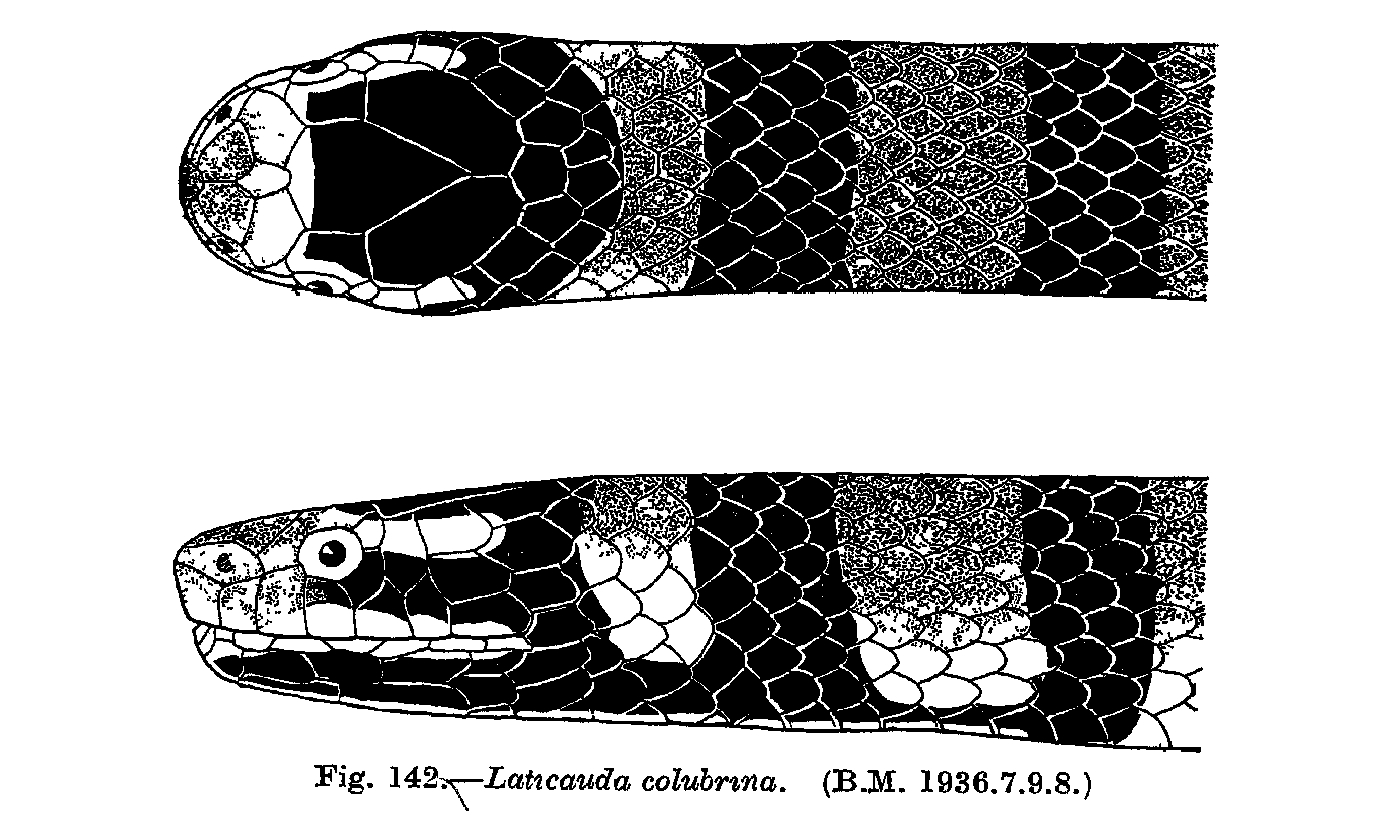
頭部のイラスト